# Monte Finonchio
Il monte Finonchio è un monte alto 1.608 m s.l.m. della provincia di Trento, nel comprensorio della Vallagarina.

## Origine del nome
Il nome della cima deriva da fieno, e più precisamente da fenunculus, un fieno d'erba corta chiamato anche, in dialetto, pel de cagn, "pelo di cane", perché difficoltoso da falciare.

## Descrizione
La vetta, all'estremità occidentale dell'Altopiano di Folgaria, è raggiungibile per mezzo di una strada sterrata da Serrada, frazione di Folgaria (percorribile solo da veicoli fuoristrada), per strada asfaltata e poi strada forestale da Volano o da Moietto, frazione di Rovereto,  passando da Fontanafreda. Con un sentiero, partendo da Moietto (Sat 103), passando da malga Finonchio, da Scottini, frazione di Terragnolo (Sat 104) o da Guardia, Folgaria(Sat 104B). Sulla cima, dove sorge il rifugio dedicato ai fratelli Fabio e Fausto Filzi, sono state installate alcune antenne televisive e telefoniche. Dalla sommità è visibile tutta la Vallagarina, il monte Stivo, il Monte Altissimo di Nago, i monti dell'altopiano di Folgaria.